# Dennis Rodman
Dennis Keith Rodman (* 13. Mai 1961 in Trenton, New Jersey) ist ein ehemaliger US-amerikanischer Basketballspieler. Zwischen 1986 und 2000 spielte er in der nordamerikanischen NBA für die Detroit Pistons (1986–1993), die San Antonio Spurs (1993–1995), die Chicago Bulls (1995–1998), die Los Angeles Lakers (1998/99) und die Dallas Mavericks (1999/2000).
Rodman, der auch unter dem Spitznamen The Worm bekannt ist, führte die NBA sieben Mal als bester Rebounder an und wurde zweimal mit dem NBA Defensive Player of the Year Award geehrt. Zudem nahm er zweimal am NBA All-Star Game teil. Rodman wurde insgesamt fünf Mal NBA-Champion, zweimal mit den Detroit Pistons und drei Mal mit den Chicago Bulls. 2011 wurde er in die Naismith Memorial Basketball Hall of Fame aufgenommen. Er gilt als einer der besten Verteidiger und Rebounder der NBA-Geschichte.

## Leben
Dennis Rodman wurde in New Jersey geboren und wuchs in einer Sozialsiedlung in South Oak Cliff, einem Stadtteil von Dallas in Texas auf. Seine Mutter Shirley zog ihn und seine zwei jüngeren Schwestern Debra und Kim allein auf, nachdem sein Vater Philander 1964 die Familie verlassen hatte.
Rodman spielte von 1986 bis 1993 bei den Detroit Pistons. Die Mannschaft war für ihre hervorragende Defense und ihre raue Spielweise bekannt. Mit den Pistons gewann er 1989 und 1990 die NBA-Meisterschaft.
1993 wechselte Rodman zu den San Antonio Spurs und zur Saison 1995/96 zum Erfolgsteam Chicago Bulls um Michael Jordan und Scottie Pippen. Verstärkt durch Rodman schrieben die Chicago Bulls NBA-Geschichte. Als erstes Team der Liga gewann die Mannschaft 1995/96 über 70 Spiele in der regulären Saison und schließlich die Meisterschaft. Mit 72 Siegen gegenüber 10 Niederlagen hielten die Bulls den NBA-Rekord der meisten Siege in einer Saison, bis dieser in der Saison 2015/16 von den Golden State Warriors gebrochen wurde. In den beiden darauf folgenden Jahren konnten die Bulls die Meisterschaft erfolgreich verteidigen.
Rodman steuerte als bester Rebounder der Liga durch seine sehr guten Defensivleistungen und seine Kampfbereitschaft seinen Anteil an der herausragenden Mannschaftsleistung der Basketballer aus Chicago bei. Er wurde sieben Mal Rebound-Champion und erzielte einen Karriereschnitt von 13,1 Rebounds pro Spiel. In der Zeit nach Jordans Karriereende versuchte er immer wieder in der NBA Fuß zu fassen, unter anderem bei den Los Angeles Lakers, schaffte es jedoch nie. So beendete er nach einem letzten Versuch bei den Dallas Mavericks im Jahr 2000 seine Karriere.
Zwischen 1997 und 1999 trat er zwischenzeitlich in der ehemaligen Wrestlingliga WCW (World Championship Wrestling) auf, in der er der nWo, einer Gruppierung unter der Leitung von „Hollywood“ Hulk Hogan, beitrat und somit der Liga wieder zu hohen Einschaltquoten und ausverkauften Hallen verhalf. Im Jahr 1998 folgte ihm sein NBA-Kollege Karl Malone in die WCW. Am 12. Juli 1998 trafen dann beide in einem Tag Team Match beim „Bash at the Beach“ aufeinander, Karl Malone teamte dabei mit dem Wrestler DDP, während sich Rodman mit Hollywood Hogan zusammentat. Ein Jahr später absolvierte dann Rodman bei der Veranstaltung „Road Wild“ seinen letzten Auftritt für die WCW. In einem Match ohne Regeln unterlag er dort „Macho Man“ Randy Savage. Die Erfolge der WCW durch die Auftritte von Rodman führten dazu, dass viele weitere Stars Auftritte in Wrestling-Ligen hatten (Bsp.: 1998 Mike Tyson oder auch Arnold Schwarzenegger in der WWE). Außerdem gewann er 2008 bei Hulk Hogan's Celebrity Championship Wrestling den Championgürtel.
Am 28. September 1992 heiratete er Annie Bakes, mit der er eine Tochter namens Alexis hat. Die Ehe wurde 1993 wieder geschieden. Vom 14. November 1998 bis zum 6. April 1999 war er in zweiter Ehe mit der Schauspielerin Carmen Electra verheiratet. Von 2003 bis 2012 war er mit Michelle Moyer verheiratet, mit der er zwei gemeinsame Kinder hat. Seine Tochter Trinity ist US-amerikanische Fußballnationalspielerin.
Am 4. April 2011 wurde Rodman zusammen mit unter anderem Chris Mullin in die Naismith Memorial Basketball Hall of Fame aufgenommen.
Am 5. April 2011 erklärten die Pistons, dass Rodmans Trikotnummer 10 nicht mehr vergeben wird. Aus diesem Anlass wurde Rodmans Trikot in einer feierlichen Zeremonie während der Halbzeitpause des Spiels der Pistons gegen die Chicago Bulls symbolisch unter die Hallendecke der Pistons gehängt, Dennis Rodman wohnte der Zeremonie bei.

## Spielerprofil

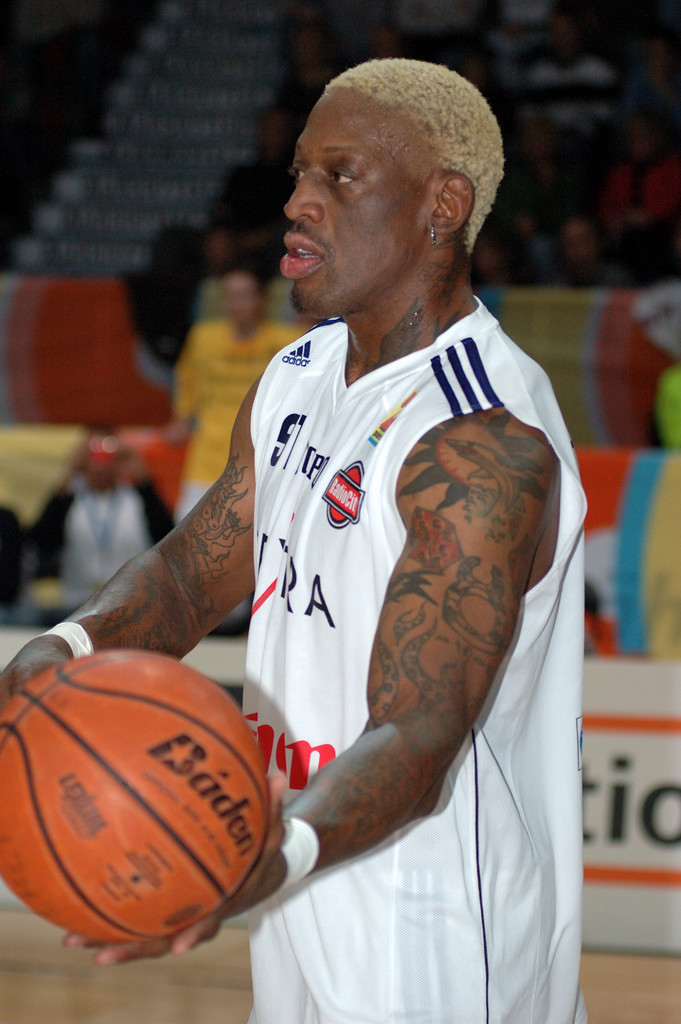
Dennis Rodman (2005)

Rodman galt als Bad Boy der NBA, da er immer wieder durch sehr rüpelhaftes Verhalten und Beleidigungen – auf und neben dem Basketballfeld – auf sich aufmerksam machte. Aufgrund seiner Eskapaden wurde er teils auch „the Menace“ (deutsch „die Gefahr“ oder „die Bedrohung“) genannt. Aufmerksamkeit erlangte Rodman außerdem durch seine exzentrischen Haarfärbungen.

## Sonstiges
Im Jahre 2005 posierte der Langzeit-Vegetarier Rodman, als erster Mann, für eine Antipelzkampagne der Tierschutzorganisation PETA.

### Nordkoreabesuche
Ende Februar 2013 besuchte Rodman Nordkorea. Dort traf er auch den Diktator Kim Jong-un, den Rodman als „Freund fürs Leben“ bezeichnete. Rodman wurde später vorgeworfen, angesichts der angespannten Lage verantwortungslos mit dem Besuch umgegangen zu sein und sich nicht mit dem politischen Hintergrund befasst zu haben. Noch im selben Jahr fuhr er zum zweiten Mal nach Nordkorea, um Kim Jong-un zu besuchen.
Die Reisen wurden vom irischen Wettbüro Paddy Power, dem Medienunternehmen Vice und dem Fernsehkanal HBO finanziert.
Eine weitere – seine fünfte – Reise im Juni 2017 diente möglicherweise diplomatischen Zwecken. Sie wurde von PotCoin, Dienstleister für die gleichnamige Kryptowährung für legale Cannabisgeschäfte, finanziert.

## Erfolge und Auszeichnungen

### Titel
- NBA-Championship 1989–1990 (2×, Detroit Pistons)
- NBA-Championship 1996–1998 (3×, Chicago Bulls)

### Ehrungen
- NBA Defensive Player of the Year (2×) 1990–1991
- NBA All-Star (2×) 1990, 1992
- Naismith Memorial Basketball Hall of Fame 2011

## Filmografie
- 1996: Eddie (Gastauftritt als Spieler der San Antonio Spurs)
- 1996–2001: Hinterm Mond gleich links (mehrere Gastauftritte)
- 1997: Double Team
- 1998–1999: Die Schattenkrieger (SOF: Special Ops Force, Fernsehserie, 17 Folgen)
- 1999: Simon Sez
- 2000: Cutaway – Jede Sekunde zählt!
- 2006: Celebrity Big Brother UK, 4. Staffel (Reality-TV-Show)
- 2007: Bullrun auf DMAX
- 2007: The Comebacks
- 2008: Hulk Hogan’s Celebrity Championship Wrestling
- 2008: The Minis
- 2009: Celebrity Rehab with Dr. Drew, 3. Staffel (Reality-TV-Show)
- 2015: Burial – Musikvideo zum gleichnamigen Song von Skrillex

## Dokumentationen
- 2017 Dennis und der Diktator – Ein US-Idol auf Friedensmission in Nord-Korea, Dokumentarfilm, WDR, 2017[19]
- 2019 Dennis Rodman - Jenseits von Gut und Böse, Dokumentarfilm

- 2020 The Last Dance, Dokumentationsserie über Michael Jordan (5 Folgen)